# Capitão Macedo
Aparecido Macedo, mais conhecido como Capitão Macedo, (Cambará, 7 de fevereiro de 1959) é um militar reformado, professor e político brasileiro filiado ao Partido Liberal (PL).

## Biografia

### Início de vida
Aparecido Macedo nasceu em 7 de fevereiro de 1959, em Cambará, no Paraná. É filho de lavoureiros.

### Formação acadêmica
Capitão Macedo é formado em Contabilidade e Direito. Trabalhou por mais de 30 anos como professor de pré-vestibular e para concursos públicos civis e militares.

## Carreira militar
Capitão Macedo atuou como militar no Paraná, Rio de Janeiro, Minas Gerais, Amazonas e Rio Grande do Sul, nas funções de telegrafista e administração. Foi condecorado com medalhas pelo Serviço Amazônico e com a Medalha do Pacificador.

## Carreira política
Nas eleições estaduais de 2018, Capitão Macedo foi eleito deputado estadual pelo Partido Social Liberal (PSL) para a 55ª legislatura (2019 — 2023) com 17.592 votos. Suas votações mais expressivas ocorreram nos municípios de Santo Ângelo (2.282), Porto Alegre (1.896) e São Luiz Gonzaga (887).
Nas eleições estaduais de 2022 tentou a reeleição pelo Partido Liberal para a 56ª legislatura (2023 — 2027) ficando como suplente com 19.403 votos.
Atualmente, é presidente do Círculo de Pais e Mestres do Colégio Militar Tiradentes da cidade de Santo Ângelo.

### Atuação parlamentar e projetos de lei
Em seu mandato, Capitão Macedo afirmou que pretendia atuar em diversos setores, como em questões ligadas à educação, com a instalação de colégios militares; o empreendedorismo, para estimular a geração de empregos; o turismo regional e a agricultura. Ele destacou seu foco na defesa dos pequenos produtores rurais (agricultores, piscicultores e produtores de leite) que sofrem com a importação de leite em pó de países do Mercosul. Também mencionou a busca por recursos para a melhoria das estradas, ressaltando o prejuízo que a má conservação das vias traz para os produtores rurais.
Entre os projetos de lei de sua autoria, destacam-se:
- Projeto de Lei 200/2020: Institui a Política Estadual de Defesa da Vida, intitulada “Programa Pró-Vida”.[3]
- Projeto de Lei 154/2021: Dispõe sobre o direito ao aprendizado da língua Libras nas escolas públicas e privadas do Rio Grande do Sul.[4]
- Projeto de Lei 517/2019: Estabelece o Programa Pró-Missões, com o objetivo de viabilizar a criação de incentivos à cultura e ao turismo na região das Missões.[5]
- Projeto de Lei 14/2022: Propõe a regulamentação do uso de armas de fogo por categorias profissionais.[6]

## Desempenho em eleições
| Ano  | Eleição                       | Partido | Cargo             | Votos  | Resultado | Ref.  |
| ---- | ----------------------------- | ------- | ----------------- | ------ | --------- | ----- |
| 2018 | Estadual no Rio Grande do Sul | PSL     | Deputado estadual | 17.592 | Eleito    | [ 7 ] |
| 2022 | Estadual no Rio Grande do Sul | PL      | Deputado estadual | 19.403 | Suplente  | [ 2 ] |